# Radó István (filmújságíró)
Radó István (Jekisziel Zise) (Kisvárda, 1891. július 24. – Budapest, 1972. augusztus 12.) gyártásvezető, producer, filmújságíró, dramaturg; a magyar filmújságírás egyik úttörője.

## Életpályája
A Budapesti Tudományegyetemen jogot tanult. Újságíró lett; pályáját a Nap munkatársaként kezdte. 1912-ben Lenkei Zsigmonddal közösen megalapította a Mozivilág című lapot. A Tanácsköztársaság idején (1918) a magyar mozik szocializálását irányította. 1919-ben rövid időre internálták. 1920-ban Lányi Viktorral és Held Alberttel együtt szerkesztette A 25 év mozi című kiadványt. 1922-ben részt vett a Magyar Filmklub megalapításában; 1933-ig titkára, illetve főtitkára volt. 1927–1940 között a Metro-Goldwyn-Mayer filmvállalat budapesti dramaturgja volt. 1937–1939 között a Prizma Film Kft. társtulajdonosa és vezetője volt. Munkatársa volt az 1942-ben megjelent első magyar filmlexikonnak. 1942-ben ismét internálták. 1944-ben – még illegális körülmények között – megalakította Horváth Árpáddal, Gaál Bélával, Angyal Lászlóval a filmesek szakszervezetét; melynek egy ideig főtitkára volt. 1945 után fontos szerepe volt a filmipari dolgozók szakszervezetében. 1945–1948 között szerkesztette a Moziélet és az Új Film lapokat. 1948-ban nyugdíjba vonult.
Szerkesztette a Mozgófénykép Híradót, a Mozi és Filmet és a Pesti Mozit s dolgozott a 8 Órai Újság és a Budapesti Hírlap kritikusaként. Kiadta a Magyar Mozisok Zsebkönyvét, a Filmcompass évkönyveket. Cikkei jelentek meg a Magyar Nemzetben.

## Családja
Szülei: dr. Radó (Rosenblüth) Lajos ügyvéd és Vadász (Weinberger) Mária voltak. Testvére B. Radó Lili (1896–1977) író, költő, műfordító volt. 1916. augusztus 4-én, Budapesten házasságot kötött Mischik Erzsébettel. Két fiuk született: Radó László (1915–1942) segédrendező, filmújságíró és ifj. Radó István (1920–?) filmújságíró, grafikus. 1967-ben Stein Edit lett a felesége.
Sírja a Farkasréti temetőben található (601("N")-2720).

## Művei
- Mesélés (1911)
- Hindenburg (1915)
- A magyar film, 1919 (1959)

## Filmjei

### Gyártásvezetőként
- Nem élhetek muzsikaszó nélkül (1935)
- Tisztelet a kivételnek (1936)
- Fizessen, nagysád! (1937)
- Úrilány szobát keres (1937)

### Producerként
- Címzett ismeretlen (1935)
- Úrilány szobát keres (1937, Guttmann Manóval)
- Álomsárkány (1938-1939)

## Könyv
- Egy filmdramaturg emlékei; vál., bev., szerk. Buza Péter; MMA, Bp., 2020